# حكاية زروال (فلم)
حكاية زروال فيلم مغربي تلفزيوني من إنتاج القناة الثانية المغربية سنة 2005 للكاتب القدير المسكيني الصغير، والمخرج محمد عاطفي، وبطولة كل من محمد عاطفي، محمد الشوبي، ياسين أحجام، رفيق بوبكر، سعاد صابر، وآخرون.

## القصة
تدور أحداث الفيلم في إحدى البوادي المغربية بسكورة عبر سرد قصة «زروال» ذو الأراضي الوفيرة والقيمة العالية في القرية، لكن جشعه وطمعه الكبيرين في أراضي الغير وكذلك في بنت المقدم «رابحة» التي ترفضه رفضا تاما وتحب «أحمد» الشاب الذي فقد أرض والده بسبب استبداد زروال، فكيف سيقف أبناء القرية في وجه الطاغية زروال؟.